# Arnót
Arnót je velká vesnice v Maďarsku v župě Borsod-Abaúj-Zemplén, spadající pod okres Miskolc. Nachází se asi 4 km severozápadně od Miškovce. V roce 2015 zde žilo 2 420 obyvatel, jež dle údajů z roku 2001 tvořili 98 % Maďaři, 1 % Romové, 5 Němců a jeden Slovák.
V budoucnosti má kolem Arnótu procházet dálnice M30. Sousedními obcemi jsou města Felsőzsolca, Onga a Szikszó a vesnice Sajópálfalva.